# 段大貞
段大貞，陝西省同州府華州人，清朝政治人物、進士出身。
光緒十六年（1890年），参加光緒庚寅科殿試，登進士二甲71名。同年五月，授内阁中书。